# Pierre Chailley (1922)
Pierre Chailley – francuski oceaniczny okręt podwodny (podwodny stawiacz min) z okresu międzywojennego. Został zwodowany 19 grudnia 1922 roku w stoczni Normand w Hawrze i ukończony do końca tego roku. Okręt służył w Marine nationale do 1936 roku. 

## Projekt i budowa
„Pierre Chailley” zamówiony został na podstawie programu rozbudowy floty francuskiej z 1917 roku. Okręt, zaprojektowany przez Marie-Augustina Normanda i Fernanda Fenaux, stał się protoplastą późniejszych francuskich podwodnych stawiaczy min typu Saphir.
„Pierre Chailley” zbudowany został w stoczni Normand w Hawrze. Stępkę okrętu położono w maju 1917 roku, a zwodowany został 19 grudnia 1922 roku. Otrzymał nazwę na cześć francuskiego oficera okrętu podwodnego „Curie” Pierre’a Chailleya, który zginął na nim 20 grudnia 1914 roku.

## Dane taktyczno–techniczne
„Pierre Chailley” był oceanicznym okrętem podwodnym o konstrukcji dwukadłubowej. Długość całkowita wynosiła 70 metrów, szerokość 7,52 metra i zanurzenie 4,04 metra. Wyporność w położeniu nawodnym wynosiła 884 tony, a w zanurzeniu 1191 ton. Okręt napędzany był na powierzchni przez dwa dwusuwowe silniki Diesla Sulzer o łącznej mocy 1800 koni mechanicznych (KM). Napęd podwodny zapewniały dwa silniki elektryczne o łącznej mocy 1400 KM. Dwuśrubowy układ napędowy pozwalał osiągnąć prędkość 13,75 węzła na powierzchni i 8,5 węzła w zanurzeniu. Zasięg wynosił 2800 Mm przy prędkości 11 węzłów w położeniu nawodnym oraz 80 Mm przy prędkości 5 węzłów pod wodą.
Głównym uzbrojeniem okrętu było 40 min o masie 200 kg każda, które były przechowywane w pionowych szybach umieszczonych w zewnętrznych zbiornikach balastowych, z bezpośrednim mechanizmem zwalniającym (systemu Fenaux). Uzbrojenie uzupełniały cztery wyrzutnie torped kalibru 450 mm (dwie wewnętrzne na dziobie i dwie zewnętrzne), z łącznym zapasem 6 torped. Załoga okrętu składała się z 4 oficerów oraz 40 podoficerów i marynarzy.

## Przebieg służby
„Pierre Chailley” został wcielony do służby w Marine nationale w końcu 1922 roku. Jednostka nie otrzymała numeru taktycznego. Okręt pełnił służbę na Morzu Śródziemnym do 13 maja 1936 roku, kiedy został skreślony z listy floty.